# Редькино (Ржевский район)
Редькино  — деревня в Ржевском районе Тверской области. Входит в состав сельского поселения «Хорошево».

## География
Находится в южной части Тверской области на расстоянии приблизительно 7 км по прямой на северо-запад от вокзала станции Ржев-Балтийский на правом берегу Волги.

## История
Деревня была отмечена еще на карте 1825 года. В 1859 году здесь (деревня Ржевского уезда Тверской губернии) было учтено 11 дворов, в 1939—37.

## Население
Численность населения: 101 человек (1859 год), 6 (русские 100 %) в 2002 году, 4 в 2010.